# Palais des Examens
Le Palais des Examens (en italien : Palazzo degli Esami) est un palais rationaliste situé au numéro 4 de la Via Girolamo Induno, dans le Rione Trastevere à Rome. Occupant une place entière, le palais est toujours délimité par les Viale di Trastevere, Via Carlo Tavolacci et Via Jacopa de' Settesoli .

## Histoire
Le palais a été construit en 1912 par l’État italien sur le projet de l’Office Spécial du Génie Civil et sous le commandement de l’ingénieur Edmondo Del Bufalo (it). Jusqu'en décembre 2013, il a été utilisé pour procéder à des concours administratifs et examens publics pour l'admission des fonctionnaires, employés, enseignants, journalistes et d'autres professions. Depuis lors, il a été attribué à un fonds immobilier géré par CDP Investimenti dans le cadre d'un processus de privatisation. Il est actuellement utilisé pour des expositions temporaires. Selon l'avis de vente, il aurait une superficie de 11 833 m2, dont 2 969 m2 correspondent au sous-sol et à la terrasse . 
Le bâtiment lui-même occupe quatre étages au-delà du rez-de-chaussée, dont un au sous-sol.